# 1806 год в истории железнодорожного транспорта
1806 год в истории железнодорожного транспорта

## Персоны

### Родились

#### Апрель
- 9 апреля – Изамбард Кингдом, основатель Great Western Railway (умер 1859).

#### Декабрь
- 19 декабря – Benjamin Henry Latrobe, II, создатель железной дороги "Балтимор и Огайо" с виадуком Томас (использующийся до сих пор) (умер 1878).